# 幣立神社
幣立神社（日语：／ Heitate Jinja */?），又名幣立神宫和日之宫，是位于日本熊本县上益城郡山都町的一座神社，社格是乡社。主祭神是神漏岐命和神漏美命。

## 历史

### 早期历史
根据社传记载，神武天皇的孙子健磐龙命在迁往阿苏的途中，曾在幣立神社所在地短暂停留。健磐龙命在此地停留歇息时，发现此地地势开阔，风景秀丽，设立幣帛以供奉天神地祇。
延喜年间，阿苏氏的大宫司阿苏友成在此建造神殿，用以祭祀和供奉伊势神宫的两座主神。因神武天皇之孙健磐龙命曾在此停留并立币帛，此神社因此得名为“幣立神社”。

### 神社重修
现在的幣立神社是由细川宣纪于1729年修缮完成
。1871年，明治天皇颁布近代社格制度，幣立神社于1873年被定级为乡社。

## 祭神和例祭日
幣立神社的主要祭神包括神漏岐命、神漏美命、天御中主神、天照大神及阿蘇十二神。
幣立神社每年的主要祭祀活动包括例大祭、卷天神祭和五色神祭。例大祭在每年9月15日举行，是神社的重要年度祭典。卷天神祭则在每年旧历11月8日（现代历约为12月）举行，用于庆祝天照大神从“天岩户”归来的神圣时刻。祭典过程中，人们通过仪式表达对神灵的敬意，并祈求自然平和与丰收。
幣立神社靠近与天孫降臨传说相关的高千穗地区，该神社常被认为与日本神话中天孙降临的故事密切相关。据《日向风土记》等古籍记载，天孙降临的传说涉及稻作文化的传播以及日本古代文明的起源，而幣立神社所在地不仅与传说中的“高天原”相连，其神域中还保留了大量与稻作文化相关的遗迹和地名。这些特点使得幣立神社成为神道信仰的重要圣地，同时吸引了超古代史研究者以及部分宗教人士的关注
。

## 御神木
幣立神社内有多棵被视为御神木的树木，其中最著名的是万世一系的天神木和五百枝杉。
万世一系的天神木位于社殿旁，是一棵古老的桧木，被认为与神灵有特殊联系。五百枝杉则位于参道沿途，是一棵古老的杉木，其树龄据称超过一万五千年。这棵巨大的桧木被视为天孙降临的场所，神灵留驻于此。据称，这里供奉的神漏岐命和神漏美命代表了这一圣地的根源，因此幣立神社也被称为高天原或日之宫。

### 文献
- 熊本日日新聞編纂・発行.  . 1982: 797 （日语）.國立國會圖書館書誌ID：000001572056
- 松本雅明 (编).  . 日本歴史地名大系 44. 平凡社. 1985-03-25. ISBN 4582490441 （日语）.
- 現代神道研究集成編集委員会 (编).  . 神社新報社. 2000: 348. ISBN 4915265374 （日语）.